# Гумбіннен-Гольдапська операція
Гумбіннен-Гольдапська операція (рос. Гумбиннен-Гольдапская операция, також Гумбінненська операція) — фронтова наступальна операція радянських військ 3-го Білоруського фронту, що проводилася з 16 до 30 жовтня 1944 року з метою розгромити східно-прусське угруповання німецькі військ. У ході операції радянські війська прорвали кілька оборонних рубежів, вторглися до Східної Пруссії і досягли певного успіху, але в цілому розгромити противника та реалізувати задум операції їм не вдалося.

## Історія
Операція була спланована в результаті успіху радянських військ 1-го Прибалтійського та 39-ї армії 3-го Білоруського фронтів при проведенні Мемельської наступальної операції північніше, що мала за мету відрізати війська німецької групи армій «Північ» від Східної Пруссії. Угрупованню Червоної армії вдалося відкинути 3-ю танкову армію до кордону Східної Пруссії, оточити місто Мемель і вийти на берег Куршської затоки. Ставка ВГК наказала Черняховському розвинути цей успіх, атакуючи вздовж осі Гумбіннен — Інстербург — Кенігсберг (нині Калінінград) углиб Східної Пруссії.
План Черняховського передбачав використання 11-ї гвардійської та 5-ї армій для прориву німецьких оборонних рубежів, використовуючи в ролі ударного угруповання сили 2-го гвардійського танкового корпусу та 28-ї армії. 31-ша і 39-та армії наступали на флангах головних сил.
Німецькі сили, що протистояли, формування 3-ї танкової та 4-ї польової армій, опирали свою оборону на розгалужену систему фортифікаційних укріплень і отримали значні посилення з резерву.

### Склад сторін

#### СРСР
- 3-й Білоруський фронт (командувач генерал армії Черняховський І. Д.)
  - 11-та гвардійська армія (командувач генерал-полковник Галицький К. М.)
  - 5-та армія (командувач генерал-лейтенант Шафранов П. Г.)
  - 28-ма армія (командувач генерал-лейтенант Лучинський О. О.)
  - 39-та армія (командувач генерал-лейтенант Людников І. І.)
  - 31-ша армія (командувач генерал-полковник Глаголев В. В.)
  - 1-ша повітряна армія (командувач генерал-полковник авіації Хрюкін Т. Т.)

#### Німеччина
- Група армій «Центр» (командувач генерал-полковник Г.-Г. Райнгардт)
  - 4-та армія (командувач генерал від інфантерії Фрідріх Госсбах)
    - 27-й армійський корпус (командир генерал від інфантерії Гельмут Прісс, з 21 жовтня — генерал-лейтенант Вінценц Мюллер, з 26 жовтня — генерал-лейтенант Максиміліан Фельцманн)
    - 41-й танковий корпус (командир генерал артилерії Гельмут Вайдлінг)
    - Парашутно-танковий корпус люфтваффе «Герман Герінг» (командир генерал-майор Вільгельм Шмальц)
    - 6-й армійський корпус (командир генерал-лейтенант Горст Гроссманн)
- 3-тя танкова армія (командувач генерал-полковник Ергард Раус)
  -     - 40-й танковий корпус (командир генерал танкових військ Зігфрід Генріці)
    - 9-й армійський корпус (командир генерал артилерії Рольф Вутманн)
- Частини 1-го повітряного флоту (командувач генерал авіації Курт Пфлюгбайль)

### Хід операції
16 жовтня 1944 року о 04:00 розпочалася годинна артилерійська підготовка по всій смузі фронту, авіація завдавала бомбардувальних та штурмових ударів. О 6:00 наземні сили фронту перейшли в наступ, завдаючи головного удару між Сувалками і річкою Німан (там наступали 11-та гвардійська та 5-та армії). Бій відразу набрав вкрай завзятий і затяжний характер. Прорвавши передову смугу оборони, радянські війська втяглися в жорстоку битву в головній смузі оборони, штурмуючи численні опорні пункти. Просування радянських військ було повільним. Тільки до 20 жовтня прорив головної смуги оборони на напрямі головного удару фронту — у смузі наступу 11-ї гвардійської армії (командувач генерал-полковник К. Н. Галицький) було завершено, армія просунулась вглиб на 30 кілометрів.
18 жовтня війська фронту з боєм перейшли польсько-німецький державний кордон і вступили на територію Східної Пруссії. З 18 жовтня за наказом Гітлера розпочалося формування частин фольксштурму. Все німецьке чоловіче населення Східної Пруссії віком від 16 до 60 років було мобілізовано, частина сформованих батальйонів фольксштурму взяли участь у цих боях. 19 жовтня радянські війська вийшли до річки Пісса.
20 жовтня в смузі наступу 11-ї гвардійської армії було введено в бій ударний танковий кулак фронту — 2-й гвардійський Тацинський танковий корпус. Танкісти стрімко форсували річки Ромінте (річка Червона) та Ангерапп (Анграпа). Передові підрозділи радянських військ увірвалися до міста Гольдап, де почалися вуличні бої. З'явилася можливість оточення та захоплення Гумбіннена. Можливість прориву радянських військ до Кенігсберга стала реальною. Для порятунку ситуації на цій ділянці німецьке командування перекинуло зняті з інших ділянок та отримані з резерву дві танкові дивізії (понад 200 танків) та одну піхотну бригаду.
21 жовтня 1944 року сталися масові вбивства мирних жителів у Неммерсдорфі (нині Маяковське, Калінінградська область), скоєні солдатами Червоної армії.
З ранку 21 жовтня в районі Гросс-Тельроде (нині на території сільради Ольховатка Гусєвського району Калінінградської області) розгорілася зустрічна танкова битва, що тривала дві доби. Танковий корпус був майже повністю оточений і щоб уникнути його повного оточення та загибелі І. Д. Черняховський наказав йому відійти приблизно на 15 кілометрів.
Не привело до успіху і введення в бій 20 жовтня резерву фронту — 28-ї армії. Противник очікував на її вступ у бій і діями своїх резервів до 23 жовтня паралізував її наступ.
22 жовтня після жорстокого вуличного бою радянські війська витіснили в передмістя Гольдапу. 23 жовтня радянське командування припинило спроби захопити Гумбіннен, хоча окремі наступальні операції тривали: того ж дня радянські війська зайняли Сувалки. На ділянці між Гольдапом і річкою Мемель до 28 жовтня частини 3-го Білоруського фронту продовжували атакувати супротивника, добившись, однак, лише часткового успіху: 25 жовтня радянські війська після завзятих боїв зайняли Шталлупенен.
З 30 жовтня війська 3-го Білоруського фронту перейшли до оборони. У ході окремої локальної операції 5 листопада німецькі війська повністю вибили радянські частини із Гольдапу.